# کیم گراهام
کیم گراهام (انگلیسی: Kim Graham؛ زادهٔ ۲۶ مارس ۱۹۷۱) دونده اهل ایالات متحده آمریکا بود.
وی در مسابقات کشوری و بین‌المللی در مجموع برندهٔ ۲ مدال طلا، ۱ مدال نقره شده‌است.